# Bryt
Bryt – pas materiału (kiedyś płótno), z którego po zespoleniu (kiedyś zszyciu) powstają żagle. W żaglach prostokątnych bryty biegną prostopadle i równolegle do lików, w żaglach skośnych najczęściej prostopadle lub równolegle do tylnego liku.
Brytom można również nadawać specjalne kształty w celu nadania żaglom pożądanego profilu:
- pas lub klin materiału na spódnicę, czapkę (np. rogatywkę) itp.
- w DTP pojedynczy element papieru lub folii, który po połączeniu z innymi tworzy plakat wielkoformatowy.